# Coppa Bernocchi 1950
La Coppa Bernocchi 1950, trentaduesima edizione della corsa, si svolse l'8 ottobre 1950 su un percorso di 237 km. Era valida come evento del circuito UCI categoria CB1.1. La vittoria fu appannaggio dell'italiano Fiorenzo Crippa, che terminò la gara in 6h20'59", alla media di 37,419 km/h, precedendo i connazionali Alfredo Martini e Loretto Petrucci. L'arrivo e la partenza della gara furono a Legnano.

## Ordine d'arrivo (Top 10)
| Pos. | Corridore             | Squadra | Tempo    |
| ---- | --------------------- | ------- | -------- |
| 1    | Fiorenzo Crippa       | Bianchi | 6h20'59" |
| 2    | Alfredo Martini       | Taurea  | s.t.     |
| 3    | Loretto Petrucci      | Legnano | s.t.     |
| 4    | Giorgio Albani        | Legnano | s.t.     |
| 5    | Donato Zampini        | Ganna   | s.t.     |
| 6    | Virgilio Salimbeni    | Legnano | a 15"    |
| 7    | Giuseppe Minardi      | Legnano | a 24"    |
| 8    | Marcello Paolieri     | Stucchi | a 24"    |
| 9    | Tranquillo Scudellaro | Legnano | a 24"    |
| 10   | Luciano Frosini       | Legnano | a 24"    |